# عبد الرحمن بن إبراهيم سوري
عبد الرحمن إبراهيم ابن سوري كان أميرًا مسلمًا من غرب إفريقيا، ومن قبائل الفولاني التي كانت تسكن غينيا. أسر واقتيد عبدا إلى الولايات المتحدة الأمريكية، وفي عام 1828 أصدر الرئيس جون كوينسي آدمز وسكرتير الدولة هنري كلاي أمرًا بتحريره بعد أن قضى 40 عاما في العبودية.
اشتهر في التاريخ فيما بعد بلقب «أمير بين العبيد».

## نشأته في أفريقيا
ولد حوالي العام 1762 في مدينة تومبو (تقع الآن في غينيا)، وكان ينتمي إلى قبائل الفولاني، تلقى تعليمًا إسلاميًا تقليديًا في مدينة تمبكتو في مالي، ثم انضم إلى الجيش الذي كان والده أميرًا عليه، وترقى فيه حتى أصبح قائد كتيبة قوامها 2000 مقاتل.
بعد معركة مع قبائل محلية تم أسره وبيعه إلى تجار الرقيق حوالي عام 1788 حيث كان في السادسة والعشرين من عمره.

## رحلته إلى أمريكا
قضى 6 أشهر مسجونًا على متن سفن نقلته في النهاية إلى نيو أورليانز حيث تم بيعه إلى توماس فوستر، أحد مزارعي القطن في الميسيسبي

## حياته في أمريكا
نظرًا لمعرفته السابقة بالزراعة، أصبح عبد الرحمن المشرف على زراعة القطن لدى سيده، وتزوج إيزابيلا التي كانت مملوكة لنفس السيد، وأنجب منها لاحقًا خمسة ذكور وأربع بنات. وبعد أن أثبت عبد الرحمن كفاءته وحسن إدارته، أصبح لديه الصلاحية لامتلاك مزرعة خضروات خاصة به وبأسرته، حيث كان بيع محصولها في السوق.
في إحدى المرات قابل بالصدفة رجلًا يدعى جون كوتس (John Coates Cox)، وهو جراح إيرلندي كان يخدم على متن سفينة إنجليزية، ورحلت سفينته بدونه فمرض ولجأ إلى مدينة تيمبو، حيث تعهده والد عبد الرحمن بالرعاية لمدة 6 شهور حتى عادت إليه صحته وأوجدوا له سفينة تعيده إلى الولايات المتحدة. وبمجرد لقائهما، سعى جون كوتس إلى شراء عبد الرحمن من سيده، لكن المالك رفض، وبدأت قصة عبد الرحمن في الانتشار.

## نضاله للعودة إلى أفريقيا
استمر سعي عبد الرحمن نحو عودته إلى أفريقيا، كتب خطابًا إلى أندرو مارشاك (Andrew Marschalk)، وهو أحد معارفه الذي كان يعمل صحافيًا.
أرسل أندرو نسخة إلى السيناتور توماس رييد من الميسيسيبي، وأرسلها السيناتور إلى سفارة الولايات المتحدة في المغرب، نظرًا لأنها كُتبت بالعربية، فظن السيناتور أن كاتبها واحد من الموريسكيين.
وصلت الرسالة إلى سلطان المغرب، فطلب من الرئيس الأمريكي جون كوينسي آدامز والوزير هنري كلاي أن يحرروا عبد الرحمن. ووافق المالك أخيرًا على تحريره بدون مقابل، على شرط أن يعود إلى أفريقيا ولا يبقى في الولايات المتحدة كرجل حر.
قبل مغادرة الولايات المتحدة، زار عبد الرحمن وزوجته إيزابيلا عدة ولايات لجمع التبرعات لتحرير أبنائهما من العبودية واستخدم في ذلك الصحافة والمؤتمرات وجهود بعض السياسيين، لكن الخبر وصل إلى مالكه الأصلي الذي اعتبر ذلك إخلالًا بشرطه، كما كانت حريته وتصرفاته تثير انتقادات ضد الرئيس جون كوينسي آدامز، خصوصا خلال الانتخابات الرئاسية.
بعد 10 شهور، جمع الزوجان نصف المبلغ المطلوب لتحرير أبنائهما التسعة، واضطرا للسفر إلى مونروفيا عاصمة ليبيريا. وبعد 4 شهور أخرى، أصيب عبد الرحمن بالحمى، وتوفى في سن السابعة والستين، بدون أن يكون قد رأى أولاده أو تيمبو أبدًا.

## آثاره بعد وفاته
استخدمت إيزابيلا أموال التبرعات التي جمعتها مع زوجها في شراء حرية إثنين من الأبناء وعائلتيهما، واستقرا معها في مونروفيا، ولما تُوفى المالك توماس فوستر، توزع بقية الأبناء على ورثته.
حتى اليوم يعيش أحفاد لعبد الرحمن في مونروفيا وفي الولايات المتحدة، واستطاعوا أن يقيموا تجمعًا عائليًا عام 2006 في الولايات المتحدة.
وكتب عن عبد الرحمن سيرتين ذاتيتين له، كما توجد صورة مرسومة له في مكتبة الكونجرس الأمريكي.
في عام 1976 ألّف أستاذ التاريخ تيري ألفورد كتابًا عن عبد الرحمن سماه أمير بين العبيد، تتبع فيه حياة عبد الرحمن من الوثائق التاريخية ومن شهادات من عاصروه. وفي عام 2007 أخرجت اندريا كيلين فيلمًا وثائقيًا بنفس العنوان